# Кирбитово
Кирбитово — хутор в Родионово-Несветайском районе Ростовской области.
Входит в состав Кутейниковского сельского поселения.

## География
На хуторе имеются две улицы — Степная и Центральная.

## Население
| 2010 |
| ---- |
| 24   |